# Isak Samokovlija
Isak Samokovlija (né le 3 septembre 1889 à Goražde et mort le 15 janvier 1955 à Sarajevo) est un écrivain austro-hongrois puis yougoslave, juif de Bosnie.

## Biographie
Médecin de profession, Isak Samokovlija a notamment écrit sur l'histoire des Juifs en Bosnie-Herzégovine.
Séfarade, une partie de sa famille se retrouve dans le vilayet de Bosnie à la suite de l'expulsion des Juifs d'Espagne. Il survit à la Shoah pendant la Seconde Guerre mondiale.
Il est un temps camarade de classe de l'écrivain Ivo Andrić, le premier lauréat yougoslave du prix Nobel de littérature.

## Publications
- Rafina avlija (1927)
- Od proljeća do proljeća (1929)
- Nosač Samuel, (1946)
- Solomunovo slovo, (1949)
- Hanka
- Plava Jevrejka
- On je lud
- Fuzija
- Tragom života
- Đerdan
- Priča o radostima